# Falsa acusação de abuso sexual contra crianças
Falsa acusação de abuso sexual contra crianças é uma alegação que uma pessoa cometeu um ou mais atos de abuso sexual infantil, quando na realidade não houve prática de abuso por parte do acusado, como alegado. Tais acusações podem ser trazidas pela suposta vítima, ou por outra pessoa em nome da suposta vítima. Estudos de alegações de abuso infantil sugerem que a taxa global de falsas acusações pode chegar a 35%. Das alegações constatadamente falsas, apenas uma pequena parcela é originada pela criança, os estudos mostraram que a maioria das falsas alegações origina-se com um adulto trazendo as acusações em nome de uma criança, e destas, a grande maioria ocorreu no contexto das batalhas de divórcio e custódia da criança. Elas também podem ter ocorrido quando uma pessoa estava voltando para alguém, se esta pessoa é rejeitada por uma promoção (por exemplo) ou para encobrir um caso extraconjugal desaprovado pelos costumes do local (adultério).

## Tipos de falsas acusações
Quando não há provas suficientes para determinar se a acusação é verdadeira ou falsa, ela é descrita como "infundadas" e "sem fundamento". Acusações que são determinadas como falsas com base em provas corroborando para isso, podem ser divididas em três categorias:
- Uma alegação que é completamente falsa na medida em que os eventos que foram alegados não ocorreram, que poderia ter ser feita, por exemplo, para se vingar de um professor ou empregador que lhes negou um aumento de salário ou promoção. Também poderia ser feito para fins de extorsão ou chantagem.
- Uma alegação que descreve os eventos que ocorreram, mas foram perpetrados por um indivíduo que não é o acusado, e em que a pessoa acusada é inocente. Quando uma criança faz este tipo de alegação é denominado "substituição do autor";
- Uma alegação que é parcialmente verdadeira e parcialmente falsa, na medida em que combina descrições de eventos que realmente aconteceram com outros eventos que não ocorrem.

A falsa alegação pode ocorrer como resultado de mentira intencional por parte do acusador, ou não intencional, devido a uma confabulação, sendo feitas espontaneamente, ou devido à doença mental  ou decorrente de questionamento sugestivo deliberado ou acidental, instrução da criança, ou técnicas de entrevista deficientes. Pesquisadores Poole e Lindsay sugeriram, em 1997, aplicar rótulos separados para os dois conceitos, propondo o termo "alegações falsas" para ser utilizado especificamente quando o acusador está ciente de que ele está mentindo, e "falsas suspeitas" (dissimulação) para a ampla gama de falsas acusações em que um questionamento sugestivo pode ter sido envolvido.
Falsas acusações pode ser solicitadas, agravadas ou perpetuadas pela aplicação da lei, a proteção da criança ou funcionários do Ministério Público que se tornam convencidos da culpa do acusado.
Provas refutadas podem levar a dissonância cognitiva por parte desses indivíduos, e levá-los a deliberadamente ou inconscientemente tentar resolver a dissonância, ignorando, descontando ou mesmo destruindo as provas. Uma vez que todas as medidas são tomadas para justificar a decisão de que o acusado é culpado, torna-se muito difícil para o juiz aceitar a refutação das provas, e isso pode continuar durante os recursos, novos julgamentos ou qualquer outro esforço para rever um veredicto.

## Predomínio
Negação de abuso sexual de crianças por parte dos acusados, ou por outros, é comum e sua realidade não é facilmente aceita (embora tal negação não deve ser interpretada como uma prova de culpa). As taxas de denúncias também podem ser substancialmente abaixo das taxas reais de abuso, muitas vítimas não revelam o seu abuso, o que pode resultar em uma super-representação de falsas acusações, devido à estimativa imprecisa de casos reais de abuso.
Resultados de vários estudos realizados entre 1987 e 1995, sugeriu que a taxa de falsas acusações variou de um mínimo de 6% para uma alta de 35% dos casos relatados de abuso sexual de crianças. Os especialistas têm argumentado que a razão para a grande variedade de diferenças nas taxas de resultado de diferentes são os critérios utilizados em vários estudos. Em particular, a taxa mais baixa foi encontrada em estudos que consideram falsas alegações somente aquelas baseadas em mentira intencional, ao passo que as taxas mais elevadas foram relatadas em estudos que também acrescentou falsas alegações resultantes de interrogatório sugestivo.
Denúncias falsas são mais comuns em disputas de custódia. As crianças aparentemente raramente fazem falsas alegações de sua própria vontade, mas farão falsas alegações se coercitivamente questionadas por indivíduos que acreditam que ocorreu o abuso, e que se recusam a aceitar as declarações das crianças de que não foram abusadas.

### Retrações falsas
Retrações de falsas acusações feitas por crianças que foram abusadas podem ocorrer em uma ou mais das várias razões: por vergonha ou constrangimento, medo de ser enviada para um lar adotivo, devido à reação dos adultos que os levou a sentir que o seu comportamento foi "errado" ou "mau", um desejo de proteger o autor, que pode ser um membro próximo da família, o medo de destruir a família, instrução por um membro adulto da família insistindo para a criança retirar a acusação, e muito mais.  As falsas retrações são menos comuns quando a criança recebe apoio oportuno e adequado após a instrução da acusação.

## Efeito sobre a criança e o acusado
Alegações de abuso sexual podem ser inerentemente traumáticas quando falsas. Uma pessoa falsamente acusada de abuso sexual, muitas vezes enfrenta inúmeros problemas. A natureza hedionda do crime apontada para eles, muitas vezes evoca uma enorme sensação de traição. Em casos de grande repercussão, o público em geral tem uma forte tendência a assumir sumariamente que o acusado é culpado, levando a um sério estigma social. O acusado, mesmo absolvido, corre o risco de ser demitido de seu trabalho, perder os seus amigos e outros relacionamentos, ter sua propriedade vandalizada, e ser assediado por aqueles que acreditam que ele seja culpado.